# Музей Таволожской керамики
Музей Таволожской керамики — музей, посвящённый народному промыслу Урала Таволожской керамике, а также этнографии и быту местного населения. Музей расположен в старинной гончарной мастерской, находится в деревне Верхние Таволги Невьянского района Свердловской области, по улице Свердлова, д. 20.

## История
Деревни Верхние и Нижние Таволги с XVIII века известны своим гончарным промыслом. Производить керамику там начали, когда в окрестностях деревень были обнаружены залежи красной глины. В советские годы гончарные мастерские были преобразованы в артели, которые позже объединились в «Невьянский завод керамических изделий». В 1990-е производство керамики остановилось, но в начале 2000-х оно было восстановлено. Завод керамической продукции в Нижних Таволгах был преобразован в фирму ООО «Таволожская керамика» и мастерскую гончара Масликова, а в старинной мастерской в деревне Верхние Таволги для туристов был открыт музей с гостиничным комплексом и небольшой мастерской.

## Экспозиция
Музей Таволожской керамики расположен в каменном одноэтажном доме — бывшей старинной мастерской. Возле музея есть двор с комплексом деревянных приусадебных построек. В главном здании музея собраны коллекции керамики местного производства, старинная мебель, кованные сундуки и другие изделия народного быта, домашняя утварь XVIII—XIX вв., инструменты гончаров прошлых веков и инсталляции. Во дворе под навесами можно увидеть старинные сани, телеги, плуги и прочий старинный инвентарь русского быта с середины XVIII по начало XIX веков.

## Мастерклассы
В мастерской музея каждый посетитель за умеренную плату под руководством инструктора-керамиста может самостоятельно изготовить керамическое изделие и забрать его с собой. При музее также работает лавка керамики.

## Гостиница
В деревне Нижние Таволги, на территории Таволожского минералогического музея имеется мини-гостиница, в которой можно остановиться на ночь. Там есть зал отдыха с камином, караоке и бильярдом, кухня, в которой можно отведать блюда русской кухни из керамической посуды, также имеются душ, русская баня и финская сауна. Помимо гостиницы есть также два гостевых домика, которые сдаются в аренду.